# Narząd Cortiego

Budowa narządu Cortiego (wersja uproszczona)

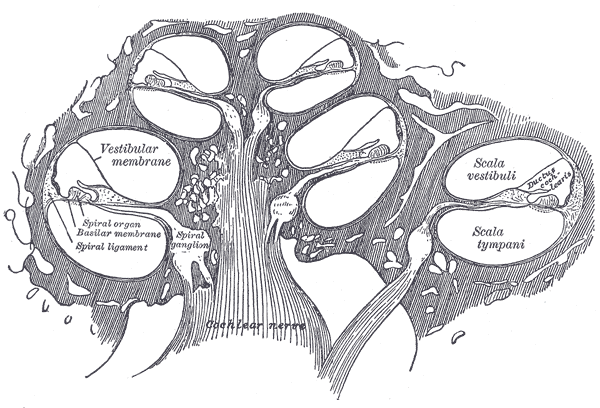
Przekrój poprzeczny ślimaka z widocznym narządem Cortiego

Narząd Cortiego, narząd spiralny – właściwy narząd słuchu znajdujący się w ślimaku w przestrzeni zwanej schodami środkowymi (przewód ślimakowy). Rozciąga się on wzdłuż przewodu ślimakowego poza jego częścią zwaną kątnicą przedsionkową. Położony jest na błonie podstawnej. Przypomina „wał”, który po swojej wewnętrznej stronie zwrócony jest w kierunku bruzdy (blaszki) spiralnej wewnętrznej. Przyśrodkowo od narządu znajduje się rąbek spiralny.
Narząd spiralny został nazwany narządem Cortiego na cześć włoskiego anatoma Alfonso Cortiego, który zajmował się badaniem mikroskopowym narządu słuchu w laboratorium Kölliker w Würzburgu w latach 1849–1851.

## Budowa narządu Cortiego
Składa się on z kilku rodzajów komórek:
- komórki zmysłowe – są to komórki rzęsate (zwane inaczej komórkami słuchowymi, rzęskowymi lub włoskowatymi). Zgrupowane są one w rzędy: komórki rzęsate wewnętrzne – 1 rząd i komórki rzęsate zewnętrzne – 3 rzędy.
- komórki tworzące zrąb narządu, które pełnią między innymi funkcje „szkieletu” utrzymującego komórki rzęsate we właściwym położeniu:
  - komórki filarowe wewnętrzne i zewnętrzne, tzw. filary (łac. cellulae columnae internae et externae). Oba filary są nachylone ku sobie w części górnej i łącząc się wierzchołkami ograniczają trójkątny tunel wewnętrzny (Cortiego). Wypełniony jest on płynem zbliżonym składem do przychłonki zwanym kortylimfą lub chłonką Cortiego (trzecią chłonką).
  - komórki falangowe wewnętrzne i zewnętrzne (komórki Deitersa) (łac. cellulae phalangeae internae et externae), są to komórki podporowe, na których spoczywają komórki rzęsate (ryc. 3). Pomiędzy filarami zewnętrznymi a komórkami falangowymi zewnętrznymi znajduje się przestrzeń Nuela (przestrzeń przytunelowa), spiralny kanał mający połączenie z tunelem Cortiego przez szczeliny pomiędzy filarami zewnętrznymi.
  - komórki graniczne wewnętrzne (komórki Helda) (łac. cellulae limitantes internae).
  - komórki graniczne zewnętrzne (komórki Hensena) (łac. cellulae limitantes externae).
  - komórki podporowe wewnętrzne i zewnętrzne (komórki Claudiusa) (łac. cellulae sustentantes internae et externae).

Najbardziej bocznie w narządzie Cortiego położony jest tunel zewnętrzny, wypełniony także kortylimfą. Tuż za nim znajduje się rowek spiralny zewnętrzny.

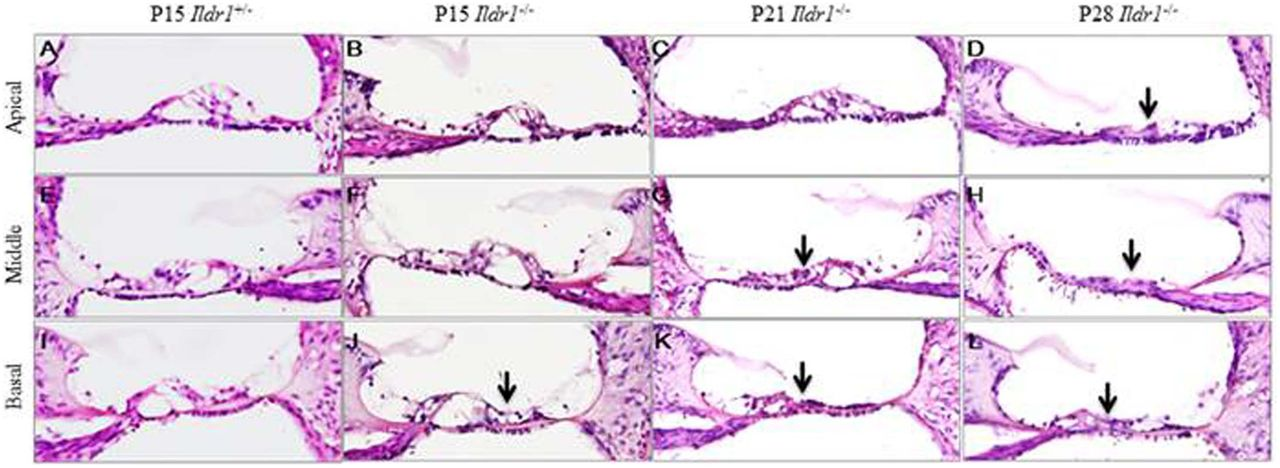
Narząd Cortiego w barwieniu HE

Błona pokrywająca lub pokrywkowa (łac. membrana tectoria), galaretowata masa rozpoczynająca się od rąbka spiralnego i pokrywająca także bruzdę spiralną wewnętrzną. W błonie tej zanurzone są wierzchołki stereocyliów komórek włoskowatych zewnętrznych (wewnętrzne nie są pokryte błoną pokrywkową). Odcinek zewnętrzny błony jest znacznie grubszy od wewnętrznego. Składa się ona z włókien zanurzonych w bezpostaciowej masie zawierającej mukopolisacharydy i glikoproteiny. Na jej dolnej powierzchni odpowiadającej położeniu komórek rzęsatych wewnętrznych znajduje się rowek zwany pasmem Hensena.

## Galeria
| | |
| Budowa mikroskopowa narządu Cortiego | Schemat narządu Cortiego (fragment): E – komórki słuchowe wewn., A – filar wewn., C – tunel Cortiego, kolor żółty – filar zewnętrzny, kolor niebieski – komórki słuchowe zewn., kolor czerwony – komórki falangowe zewnętrzne, 8 – komórki Hensena |
| | |
| 1. Przychłonka (perylimfa); 2. Śródchłonka (endolimfa), 3. Błona pokrywająca(nakrywkowa); 4. Narząd Cortiego: 5. Komórki zmysłowe wewnętrzne, 6. Komórki zmysłowe (włoskowate) zewnętrzne, 7. Komórki filarowe wewnętrzne, 8. Komórki filarowe zewnętrzne, 9. Komórki falangowe (wew. i zew.), 10. Komórki Hansena, 11. Komórki Bordera(le.)i Klaudiusza(pr.), 12. Błona podstawna, 13. Przewód ślimakowy (ductus cochlearis), a. Schody środkowe (scala media), 14. Tunel wewnętrzny (Cortiego), 15. Bruzda spiralna wewnętrzna, 16. Schody bębenka, 17. Blaszka spiralna kostna, 18. Gałąź nerwu słuchowego (czaszkowego VIII), 19. Włókno odprowadzające, 20. Włókno doprowadzające | |